# リチャード・ヘンリー・リー

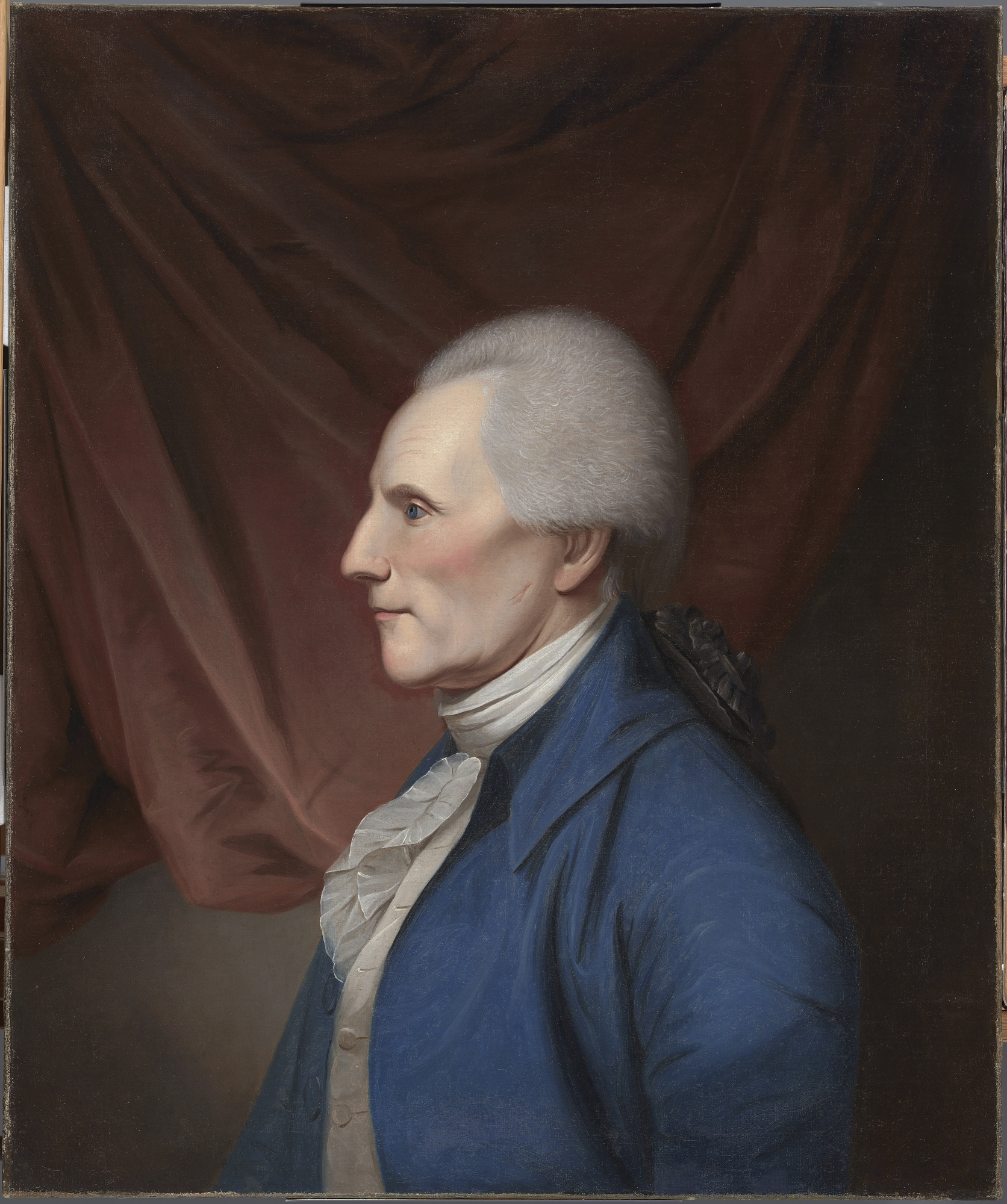
リチャード・ヘンリー・リー

リチャード・ヘンリー・リー（英: Richard Henry Lee、1732年1月20日 - 1794年6月19日）は、アメリカ植民地のイギリスからの独立を求めた「リー決議案」を大陸会議に提出したことで名高い政治家である。連合規約下の連合会議で第6代の議長を務めた。リーの任期は1784年11月30日から1785年11月22日までであり、前任はトマス・ミフリン、後任はジョン・ハンコックであった。リーの後半生はアメリカの独立と建国のために捧げられた。

## 生い立ち
リーは1732年1月20日にバージニア植民地のウェストモアランド郡ストラットフォード・プランテーションで生まれた。父はトマス・リー大佐(1690-1750)、母はハンナ・ハリソン・ルドウェルであった(1701-1750) 。
リーは、若い頃はイギリスに留学しヨークシャーにあるクイーン・エリザベス・グラマー・スクールのウエイクフィールド校で学んだ。1752年、リーはバージニアに戻り、弁護士の修業を始めた。

## 初期の経歴
1757年、リーはウエストモーランド郡民事裁判所の判事に任命された。1776年、リーはバージニア植民地議会の議員に選出された。ここでパトリック・ヘンリーと出会うことになり、二人で多くの委員会を主宰して議案を提出した。リーは初期の独立志向論者となり、様々な植民地にいる独立志向の多くの植民地人に通信委員会を組織するよう仕向けた者の一人である。

## アメリカ独立宣言
1774年8月、リーはフィラデルフィアで開かれる第一次大陸会議の代議員に選ばれた。1775年、リーはウエストモーランド郡民兵の大佐となった。1776年6月7日、リーはイギリスからの独立を宣言する議案（リー決議）を大陸会議に提出した。その決議案は次のようなものである（抜粋）。
決議案:これら植民地の連合体は独立した国であり、そうなるべき権利があること。これら植民地はイギリス王室に対する忠誠から解き放たれるべきこと。これら植民地とイギリスとのあらゆる政治的関係を完全に解消し、また解消すべきこと。
リーは妻の病のために大陸会議を欠席することになったので、トマス・ジェファーソンがアメリカ独立宣言を起草することになった。リー決議は7月2日に承認され、2日後の7月4日、アメリカ独立宣言が採択された。
リーはアメリカ独立宣言に署名した後、1777年に採択された連合規約のバージニアにおける批准に協力し、1778年7月9日に署名を行った。連合規約に基づく連合会議にも代議員として参加し、その議長を務めた。しかし、強い中央政府を目指す連邦主義には反発し、アメリカ合衆国憲法には署名していない。リーはバージニア選出アメリカ合衆国上院議員となったが、任期半ばで辞任し、1794年6月19日に死んだ。

## 政歴
- ウエストモーランド郡民事裁判所判事（1757年）
- バージニア植民地議会議員（1758年 - 1775年）
- 大陸会議代議員（1774年 - 1779年、1784年 - 1785年、1787年）連合規約の採択、他。
- アメリカ独立宣言署名者（1776年8月2日）
- バージニア州議会議員（1777年、1780年、1785年）
- 連合会議議長（1784年11月30日 - 1785年11月22日）公有地条例の制定、他。
- バージニア選出アメリカ合衆国上院議員（1789年3月4日 - 1792年10月8日）ワシントンの大統領指名、他。
- 上院仮議長（第2会期）（1792年4月18日 - 10月8日） ケンタッキーの州昇格承認、他。

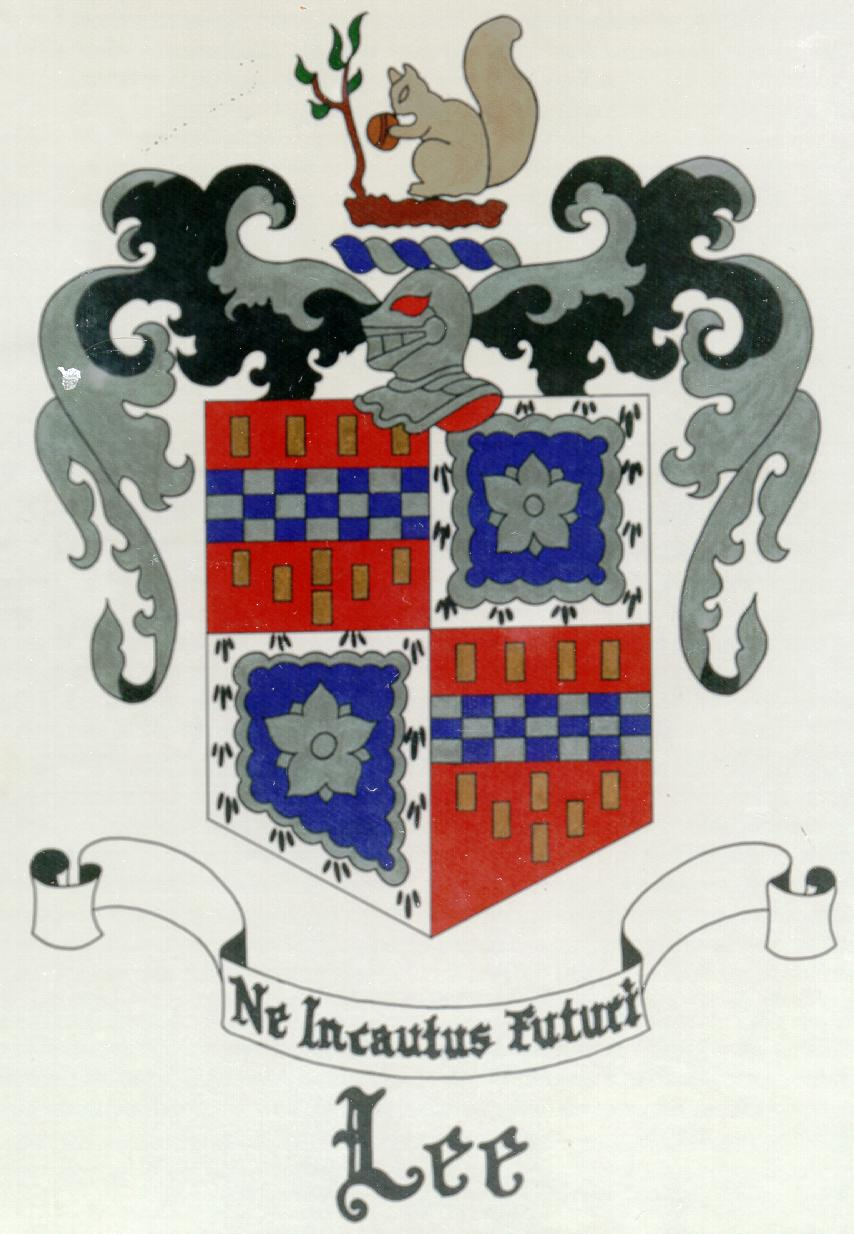
リー家の紋章

## 結婚
リーは1757年12月5日、アン・アイレットと結婚した。アンはウィリアム・アイレットとエリザベス・エスクリッジ夫妻の娘であった。二人には4人の子供ができ、アンは1768年12月12日に死んだ。
リーは1768年7月にアン・ガスキンス・ピンカードと再婚した。子供は5人生まれた。
アン・アイレットとの子供
- トマス・リー (1758-1805)
- ルドウェル・リー (176-1836)
- メアリー・リー (1764-1795)
- ハンナ・リー (1765-1801)
- メアリーベル・リー (1768)早世

アン・ガスキンス・ピンカードとの子供
- アン・リー (1770-1804) 司法長官チャールズ・リー(1758 - 1815)と結婚。
- ヘンリエッタ・リー (1773-1803)
- サラ・コールドウェル・リー (1775-1837)
- キャシアス・リー (1779-1850)
- フランシス・ライトフット・リー (1782-1850)
- 他に1784年と1786年に1人ずつ生まれたが早世